# Ciche (Czarny Dunajec)
Ciche ist ein Dorf der Gemeinde Czarny Dunajec im Powiat Nowotarski der Woiwodschaft Kleinpolen in Polen in der Region Podhale. Das Dorf liegt an der Woiwodschaftsstraße 958. Das Dorf liegt zwischen dem Gebirgszug Pogórze Gubałowskie und der Talsenke Kotlina Nowotarska ungefähr sieben Kilometer nordwestlich von Zakopane und 2 km nördlich von Witów. Durch den Ort fließt der Gebirgsbach Cichy. Der Ort liegt an den Hängen des Gruszków Wierch.

## Sehenswürdigkeiten
Ciche wurde 1593 gegründet. Der Ortsname lässt sich als Stilles übersetzen. Im Ort befinden sich zwei Kirchen, eine des Heiligen Josef und eine Marienkirche sowie zahlreiche Holzkapellen aus dem 19. Jahrhundert.

## Tourismus
Es geht in Ciche ruhiger zu als in den benachbarten Skiorten Zakopane oder Kościelisko. Die touristische Infrastruktur wird ausgebaut. 

### Wintersport
Im Ort gibt es mehrere kleinere Liftanlagen.

## Galerie

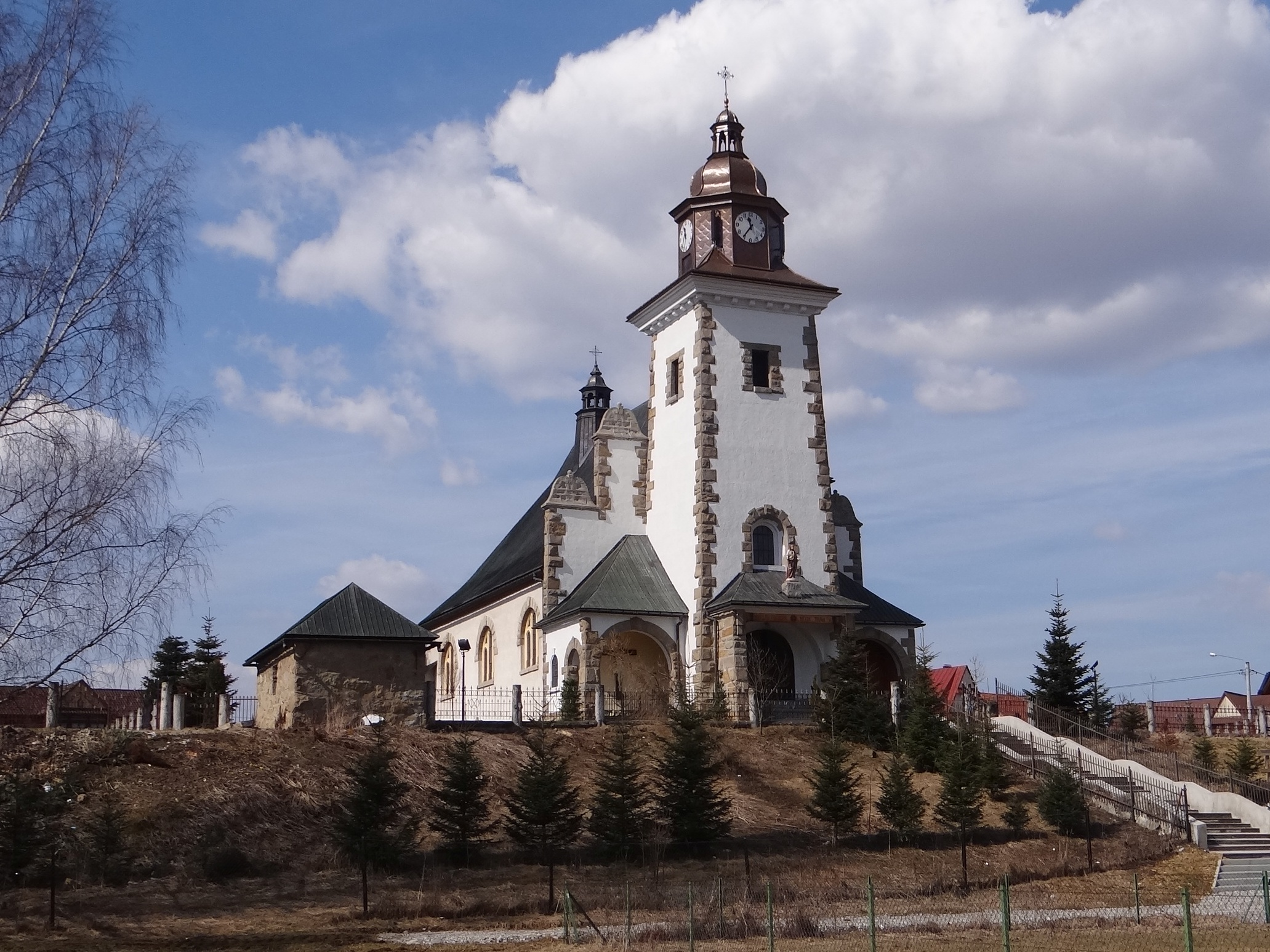
Josefskirche
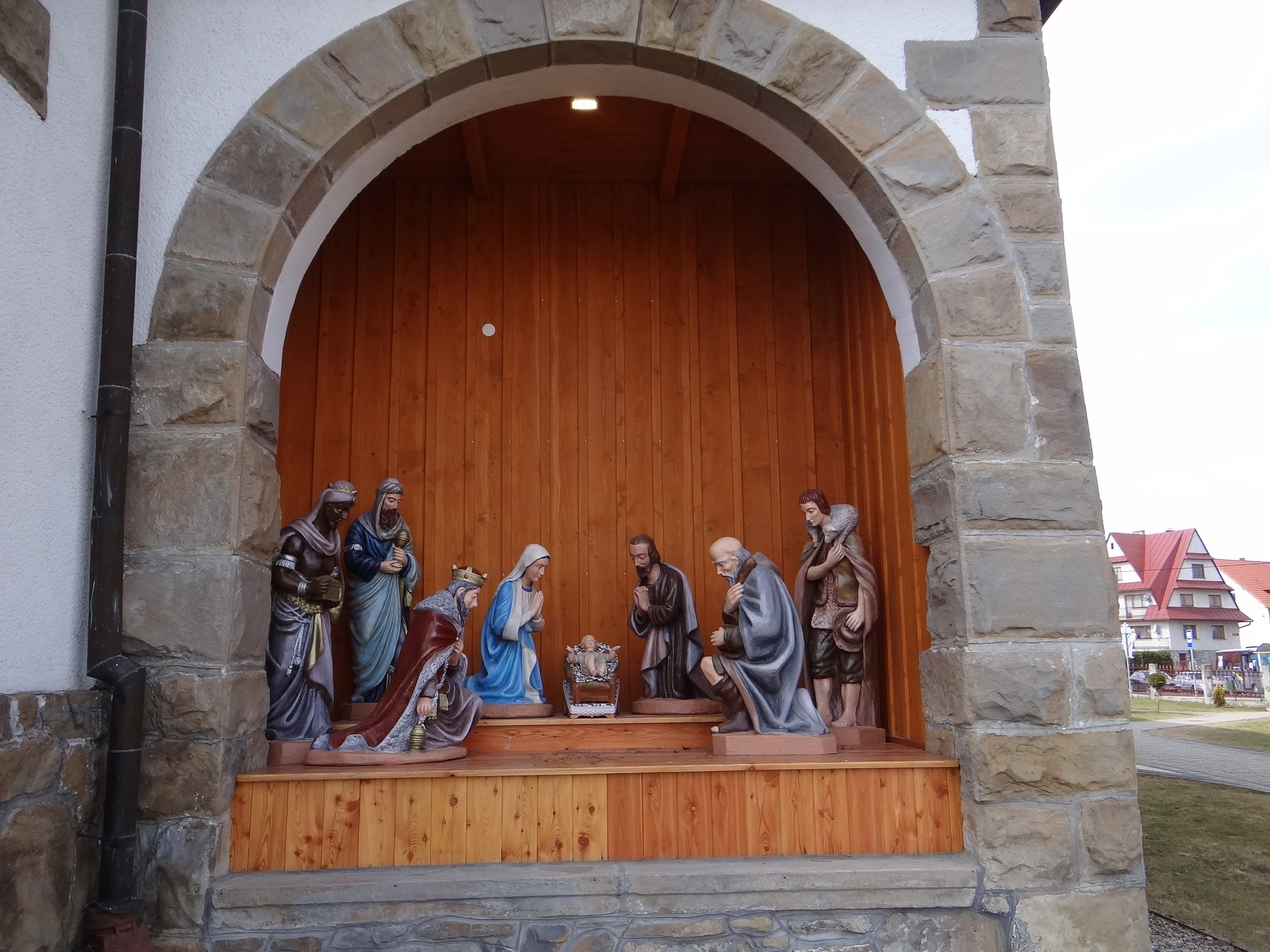
Weihnachtskrippe
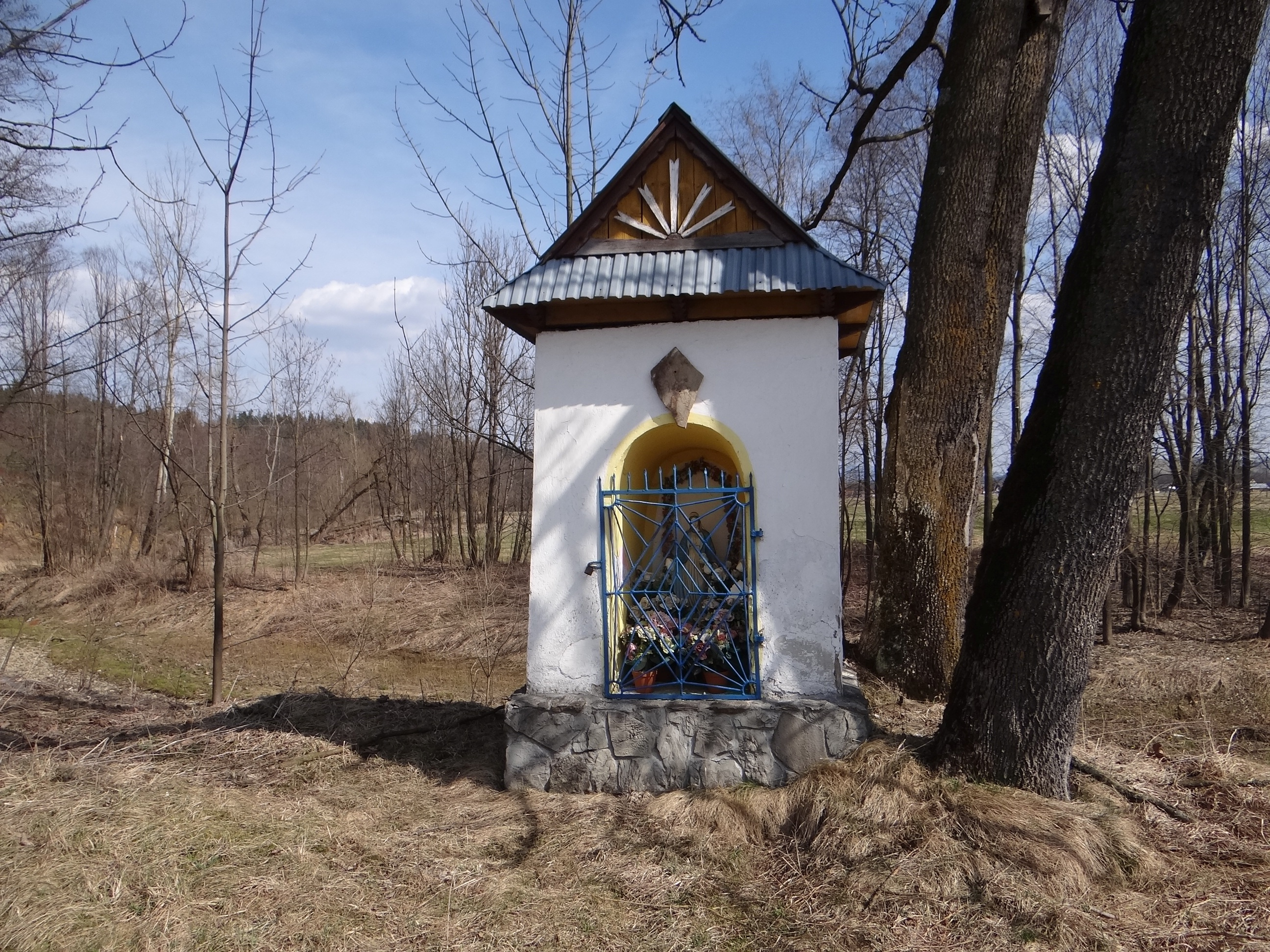
Kapelle
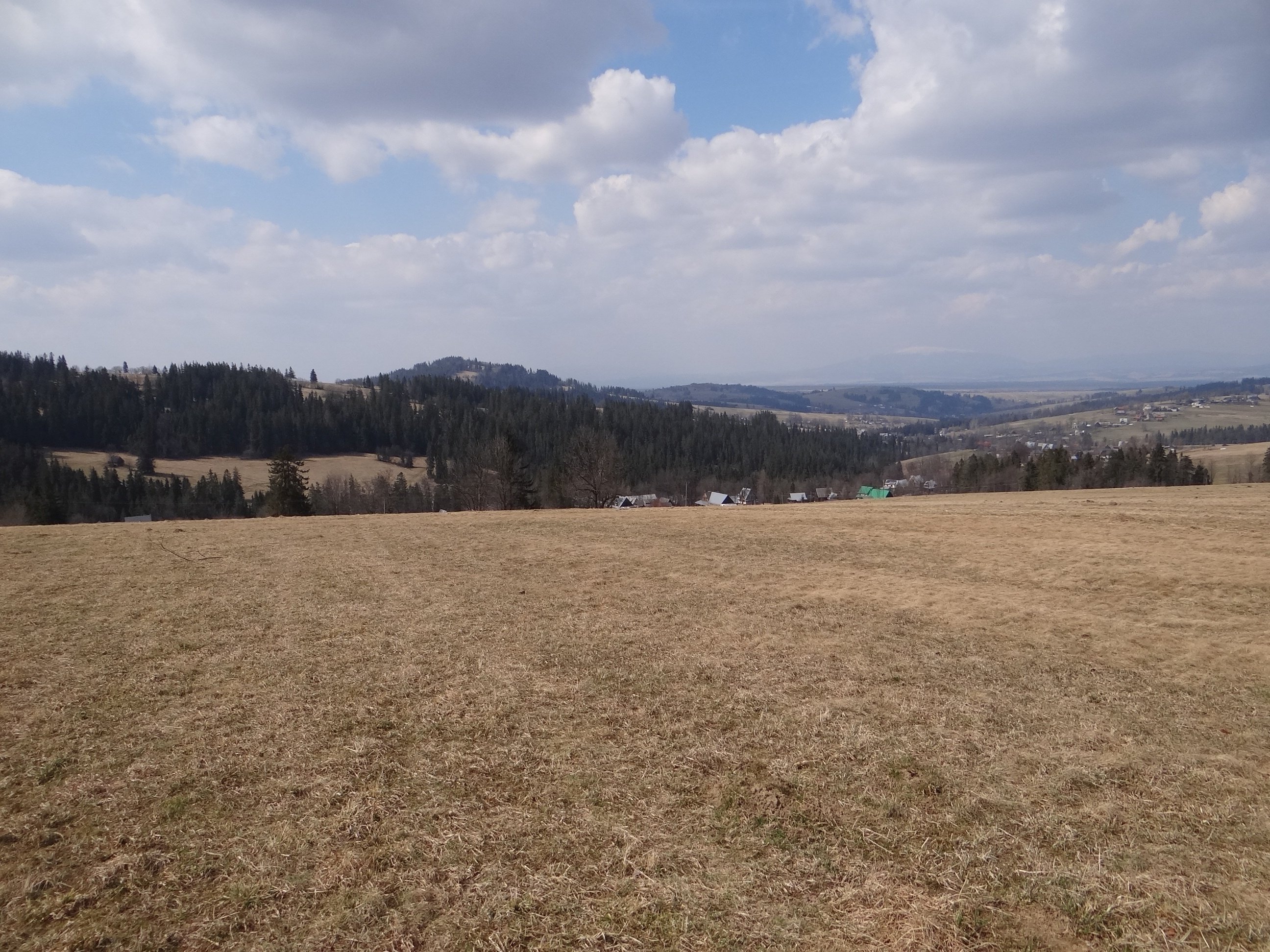
Pogórze Gubałowskie
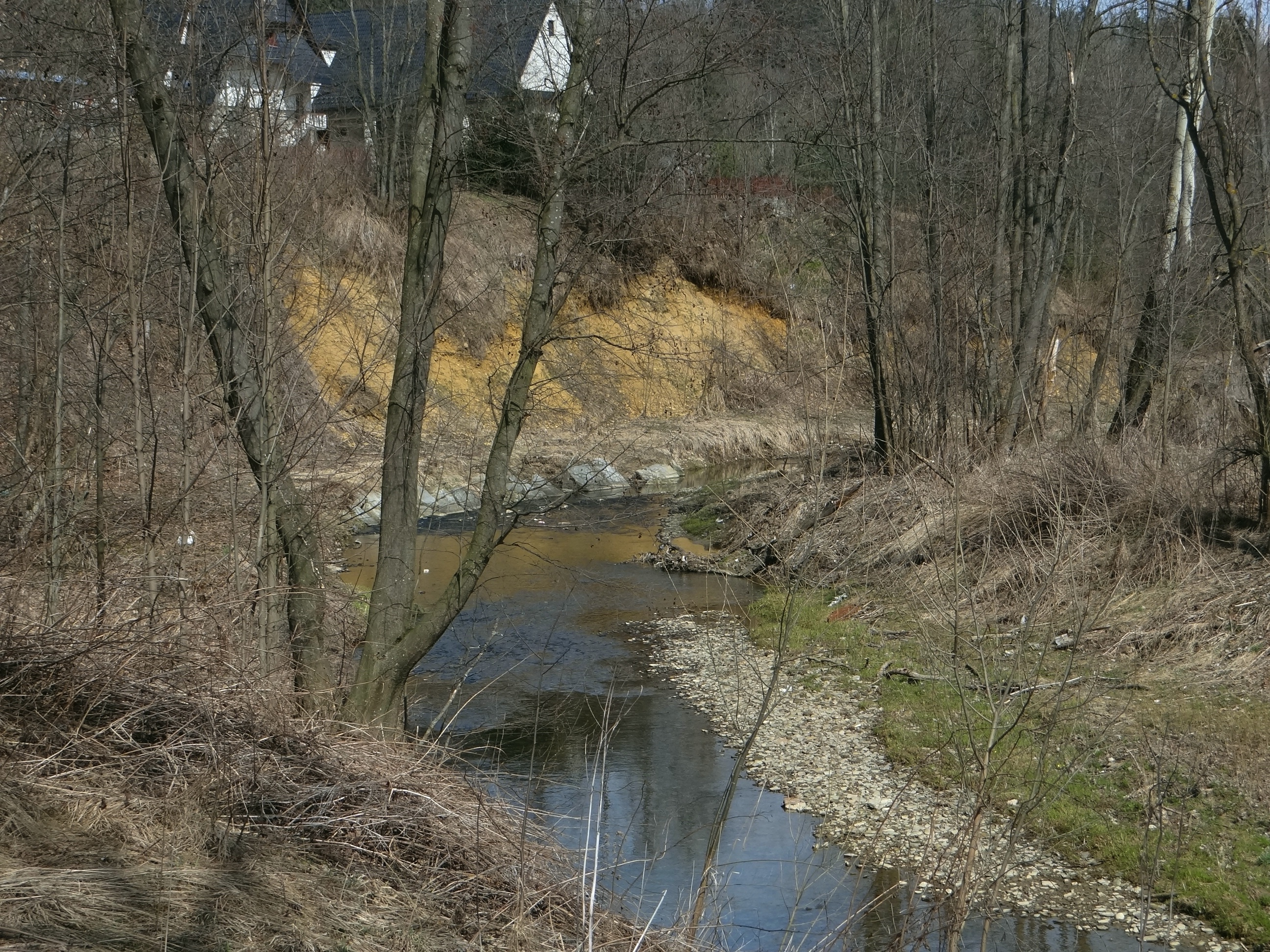
Bach
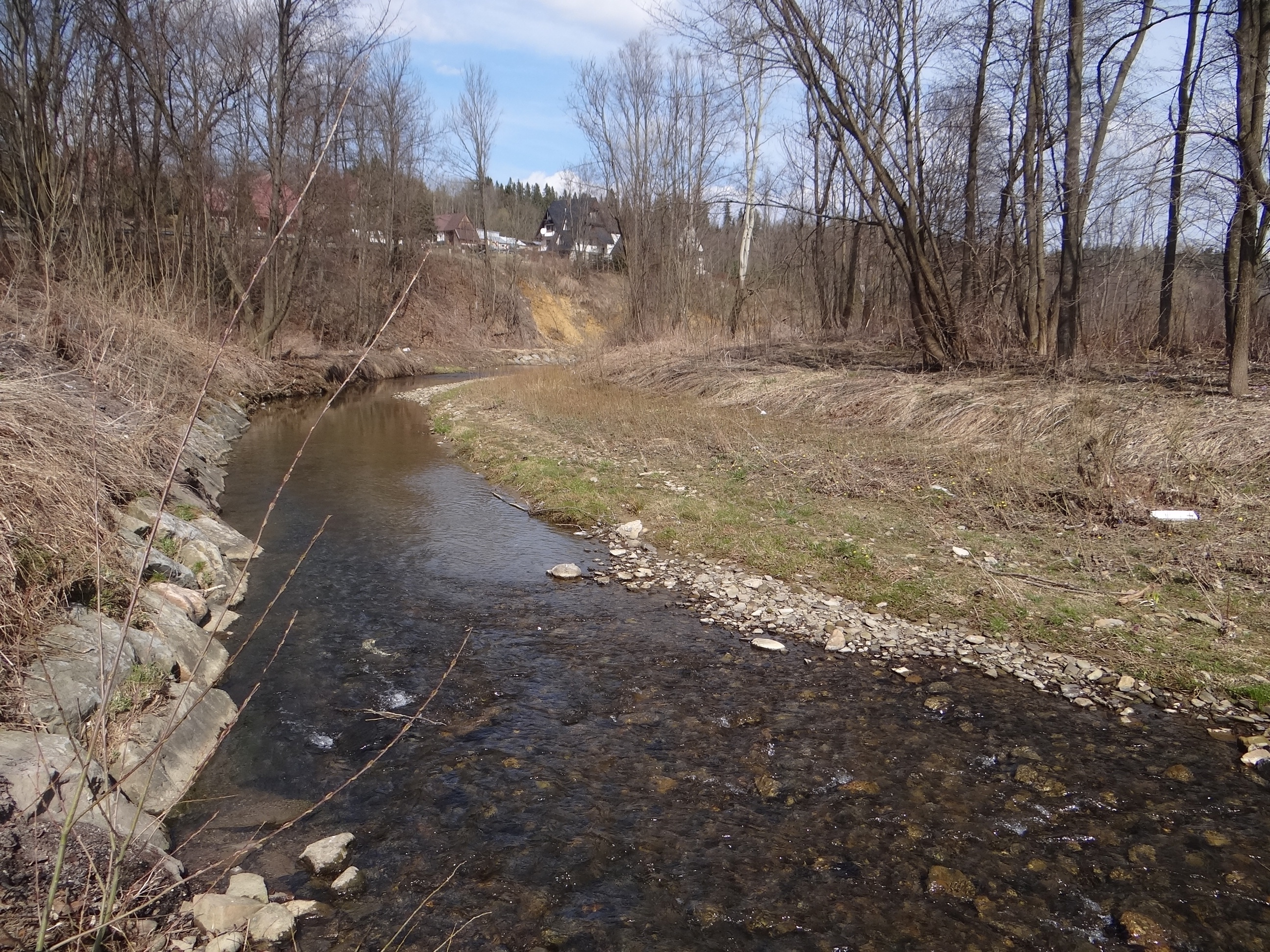
Bach